# Die Herrgottsgrenadiere
Die Herrgottsgrenadiere (auch: Goldfieber, Der goldene Gletscher und Ein Tal sucht Gold) war der Titel eines schweizerisch-deutschen Spielfilms, den Anton Kutter 1932 für eine Koproduktion der Genossenschaft Filmdienst (GEFI) Bern und der Münchner Lichtspielkunst AG (Emelka) nach einem Drehbuch, das er zusammen mit August Kern geschrieben hatte, in der Schweiz und in München drehte. Thematisch lehnt er sich – noch vor Sutter’s Gold von James Cruze und dessen diversen Adaptionen – an die frühen Western-Filme an, die vom Goldfieber und seinen Folgen berichten. Er gilt als der erste nationale Schweizer Tonfilm.

## Handlung
Mitten in den Bergen rund um das Lötschental liegt ein einsames Dorf, das den Naturgewalten ausgesetzt ist. Die Einwohner erwarten sich vom Bau einer Straße die Erschließung des Ortes und damit eine Verbesserung ihrer armseligen Wirtschaft. Plötzlich wird die Bevölkerung von heller Aufregung gepackt, denn eine internationale Minengesellschaft hat in der Nähe eine Goldader entdeckt und Schürfrechte erworben. Der Strassenbau ist nun vergessen. Vom Goldfieber ergriffen legen alle ihre kärglichen Ersparnisse in Anteilsscheinen an und lassen sich von der Gesellschaft als Arbeiter einstellen.
[...]
Während unten im Tal die alljährliche Segensprozession mit den Herrgottsgrenadieren stattfindet, zieht ein schweres Gewitter auf. Ein Blitz entzündet den Sprengstoff, und wenig später ist das Bergwerk ein riesiger Trümmerhaufen.

## Hintergrund
Der deutsche Titel des Films leitet sich von einem Brauch aus dem Oberwallis her, dem alljährlichen Aufmarsch der so genannten Herrgottsgrenadiere, die am „Sägisunntag“ (Segen-Sonntag) nach Fronleichnam mit ihren roten Uniformen in den Dörfern paradieren. Sie erinnern an Zeiten, in denen Lötschentaler aus Not als Söldner in fremden Armeen in Italien und Frankreich dienten. So eine Segensprozession ist im Film zu sehen.
Die Außenaufnahmen, die Otto Martini und Gustav Weiß fotografierten, entstanden in der Schweiz, im Lötschental im Oberwallis. Die Innenszenen, zu welchen Willy Reiber die Filmbauten erstellte, wurden in München gedreht. Gottlieb Madl und der Regisseur besorgten den Schnitt. Die Produktionsleitung hatte August Kern. Die Filmmusik schrieb und dirigierte Peter Kreuder.
Die Uraufführung für die deutschsprachige Schweiz fand am 5. November 1932 in Basel statt. Der Film lag in Deutschland am 15. November 1932 der Zensur vor und hatte am 22. Dezember 1932 in Berlin im „Marmorhaus“ Premiere.
Den Verleih für die Schweiz übernahm die „Etna Film Co. AG“, Luzern, jenen für Deutschland die „Bayerische Filmgesellschaft m.b.H. München“.
In der deutschsprachigen Schweiz hieß der Film auch Der goldene Gletscher, im frankophonen Landesteil Les grenadiers du bon Dieu, in Deutschland auch Goldfieber. In Österreich kam er als Ein Tal sucht Gold in die Kinos.
In Spanien, wo er am 26. Februar 1935 im Kino „Metropol“ zu Barcelona herauskam, lief er unter dem Titel La codicia del oro. Am 24. Juni 1935 wurde er in Madrid im Kino „Figaro“, am 27. Januar 1937 im „Pathé Cinéma“ zu Sevilla aufgeführt.
Der Film wurde nach dem Zweiten Weltkriege (1946) von der Naturfilm Hubert Schonger KG als Der goldene Gletscher wieder in die Kinos gebracht.

## Rezeption
Mit dem Übergang zum Tonfilm nahm die Schweizer Filmlandschaft nur langsam Formen an. Mit dem Film Wie d’Warret würkt (1933) entstand eine der ersten wirklich einheimischen Spielfilme, gedreht in schweizerdeutschem Dialekt. Weitere Produktionen wie Die Herrgottsgrenadiere (1933) von August Kern und Jä-soo! (1935) von Leopold Lindtberg folgten.
Ein zeitgenössisches Filmplakat trägt u. a. den Text: „Dass in einem landschaftlich so bevorzugten Lande wie die Schweiz schon mancher stumme und auch mancher tönende Film gedreht worden ist, darf als bekannt vorausgesetzt werden. Weniger bekannt aber wird es sein, dass es bisher noch keinen Tonfilm gab, der eine rein schweizerische Handlung enthielt, und von einer schweizerischen Produktionsfirma mit ausschliesslich schweizerischem Kapital aufgenommen wurde.“
„Goldfund im Wallis – dies ist das Thema des ersten Schweizer Tonfilms. Mit dem Goldfund hält auch die Zwietracht im Lötschtal Einzug. In einen Kulturfilm über altes Brauchtum im Lötschental ist eine naive Spielhandlung verflochten. Holzschnittartiges Laienspiel, das durch seinen schlichten Realismus eine eigenartig starke Wirkung erzielt.“
„Der Film, dessen Handlung gemächlich und bescheiden ist, wird ein wenig überwältigt durch die Landschaft, als ob sie den ersten Platz in dem Werk zugestanden bekommen habe. In der Tat  verdient die natürliche Szenerie alle Ehren wegen der beeindruckenden Majestät, mit der ihr Anblick die Stimmung der Zuschauer überwältigt. Die Photographie ist wundervoll und widerspiegelt mit ihrer erlesenen Kunst die Großartigkeit des Panoramas, die Arten von Landschaft, und in einigen Szenen, sehr verhalten, das religiöse Brauchtum.  Gleichermaßen bewundernswert ist die Klangfülle der Vertonung und die Schauspielkunst, vor allem die von Gustav Diessl.“